# المديرية العامة للجمارك (الجزائر)
المديرية العامة للجمارك هي هيئة حكومية تقود جهاز الجمارك في الجزائر وذلك تحت رعاية وزارة المالية. مهام الجمارك الجزائرية مراقبة التجارة الخارجية وتنظيم مختلف عمليات دخول وخروج السلع من وإلى الحدود الوطنية.

## نشأة وتطور إدارة الجمارك الجزائرية
كانت الجزائر ذات أهمية كبيرة بالنسبة للسوق الفرنسية، سواء فيما يخص الصادرات أو الواردات، لذا عملت فرنسا على توجيه التجارة الخارجية نحوها، فكان تطور التجارة الخارجية مرتبطا بتطور النظام الجمركي، لأن السياسة الجمركية من بين أهم العوامل التي تتحكم بها الدولة في توجيه التجارة الخارجية وتسخيرها لخدمتها. قامت فرنسا بعد مدة وجيزة من بداية الاحتلال وبالضبط في 11 نوفمبر 1835 بإصدار تشريع قانوني يعتبر أول تنظيم رسمي للجمارك في الجزائر، وقد كان هذا بداية تطبيق القوانين الفرنسية في مجال الجمارك على علاقات الجزائر بالخارج. وباعتبار الجزائر مستعمرة فرنسية، أعفيت السلع ذات الأصل الفرنسي من الضرائب عند دخولها الجزائر، أما السلع الأجنبية الأخرى فأخضعت للضرائب المعمول بها في فرنسا، ففي حين أعفى هذا الأمر الصادرات الموجهة لفرنسا من ضرائب الخروج، بينما طبقت على الصادرات الموجهة لغير فرنسا التعريفة العامة المعمول بها في فرنسا. أما القانون الصادر في 17 جويلية 1867 فقد طبق الاتحاد الجمركي بين الجزائر وفرنسا، وبمقتضاه أصبحت السلع المنتجة بالجزائر وكأنها سلعا فرنسية، وبالطبع فلقد كان هذا الاتحاد يخدم مصالح فرنسا أكثر مما يخدم مصالح مستعمرتها. بعد هذا القانون، توالت القوانين والمراسيم التي كانت تهدف إلى تركيز سيطرة فرنسا على السلع الصادرة من الجزائر والواردة إليها. حيث عملت السلطات الفرنسية على ربط المصالح الجمركية بالجزائر بالمصالح الجمركية الفرنسية، كما عملت على إخضاعها إلى نفس القوانين والنظم الصادرة في فرنسا. كان تنظيم إدارة الجمارك أثناء فترة الاستعمار يتكون من مديريتين عامتين، حيث يعين المديران العامين للجمارك بقرار من رئيس الجمهورية، وتتمثل هاتين الأخيرتين في:
• مديرية عامة للجمارك بفرنسا.
• مديرية عامة للجمارك بالجزائر.
كانت المديرية العامة للجمارك بالجزائر، تعمل تحت وصاية ورقابة المديرية العامة للجمارك بفرنسا، والغرض من ذلك هو الإبقاء على سيطرة السلطة الفرنسية على الإدارة الجزائرية. كانت للمديرية العامة للجمارك بالجزائر، مديريات جهوية تسيّر من طرف مدراء جهويين معينين من قبل المدير العام، كما كان لها مكاتب جمارك تابعة للمديريات الجهوية، والتي تتمثل في:
- المديرية الجهوية للجزائر الوسطى: تشمل عمالات الوسط.
- المديرية الجهوية لوهران: تشمل عمالات الغرب.
- المديرية الجهوية لقسنطينة: تشمل عمالات الشرق.

أما الصحراء، فكانت عبارة عن منطقة عسكرية، كانت إدارة الجمارك في هذه الفترة تتشكل من فئة عملية وفئة إدارية. فالفئة العملية هي التي تقوم بالإجراءات الجمركية ويتم تكوينهم بمدرسة الجمارك بشرشال. أما الفئة الإدارية، تتمثل في العاملين في الإدارات المركزية أو الجهوية وتتمثل في أعوان إداريين، أعوان تحقيق، مراقبين ومفتشين، حيث يتم تكوين فئتي المفتشين والمراقبين في المدرسة الفرنسية بنويي. غداة الاستقلال، لم تكن الجمارك سوى مصلحة من المصالح التابعة للهيئة التنفيذية المؤقتة للحكومة الجزائرية، مكلفة بمراقبة التجارة الخارجية، إلى غاية صدور المرسوم الرئاسي في افريل 1963، والمتعلق بتنظيم وزارة المالية، التي تضمنت مديرية ضمت مصلحة التحويلات الخارجية والجمارك، ولعل جمع هاتين المصلحتين كان راجعا لأوجه التشابه المتواجد في مهامهما. في 15 ماي 1963، صدر قرار وزاري حدد مهام المديرية المختلطة، وانبثقت عنها مديريتان فرعيتان منفصلتان وهما:
- المديرية الفرعية للجمارك.
- المديرية الفرعية للتحويلات الخارجية. بدأت منذ ذلك التاريخ، تتضح الرؤية أمام جهاز الجمارك، بعد أن حددت مهامه كمديرية فرعية مقتصرة على التشريع والمنازعات الجمركية، والموظفين مع تنظيم المصالح، بدأ التفكير الأولي في إعطاءه الأهمية اللازمة، نظرا لأهميته، ودوره في حماية الدولة الحديثة النشأة، لذلك تحتم أن تولى بالعناية، كقطاع عليه أن يحتل المراكز الأولية في الخط، وهو ما تجسد فعليا في مرحلة ثانية سنة 1964، مع صدور المرسوم رقم 279-64 الصادر بتاريخ 1964/09/04، أنشئت المديرية الوطنية للجمارك الجزائرية، وبالتالي تم تحويل الجمارك من مديرية فرعية إلى مديرية وطنية، مع بقاءها محدودية الاستقلالية في التسيير والاعتمادات، تشرف على 34 مصلحة خارجية متواجدة على مستوى الولايات (تابعة للوالي فيما يخص تسيير الاعتمادات والأجور وغيرها). رغم النقص المتواجد في هذه الترقية الجمركية، توسعت مهام الجمارك، وتعددت مجالات تدخلها من أجل حماية الاقتصاد ودعمه، من خلال قيامها بدور المراقبة وتحصيل الجباية الجمركية، وقيامها كذلك بدور الشرطة الاقتصادية والصحية والبحرية. تضاعف دور الجمارك، والإحساس بأهميته، مما أدى إلى صدور المرسوم رقم 254-71 المؤرخ في 1971/10/18، الذي دعم دورها وعزز مسارها بعد أن أعيد تنظيمها إلى أربعة مديريات فرعية، وهي:
- تتكفل الأولى بالجباية والمنازعات.
- الثانية تتكفل بالأنظمة الاقتصادية ومراقبة التجارة الخارجية والصرف.
- تختص الثالثة بالتشريع والإحصائيات.
- أما الأخيرة، فهي تهتم بتنظيم المصالح. إن عملية تحسين هياكل الجمارك، رافقه صدور قانون الجمارك سنة 1979، الذي أصبح يمثل الركيزة والوثيقة التشريعية المرجعية، التي من خلالها تمارس الجمارك مختلف مهامها وأيضا لتشجيع الجمارك على تعزيز دورها أكثر ومسايرة التطور العام للدولة، وبالتالي تسهل عليه تحقيق الأهداف المسطرة له. أعطت وزارة المالية لهذا القطاع الأهمية القصوى والبعد الأعمق ومجالات تحرك أوسع، ولقد حظي بهيكلة جديدة الصادرة في المرسوم الرئاسي رقم 82-238 المؤرخ في 17جوان1982، والذي من خلاله، تم ترقية القطاع الجمركي من مديرية وطنية إلى مديرية عامة، تتميز بالاستقلالية الإدارية بمعنى أصبح يتمتع بسلطات التسيير في مجال الاعتمادات المالية والموظفين، حيث يمثل هذا التاريخ للجمارك الانطلاقة الفعلية والحقيقية نحو إنجاز المهام الموكلة لها وفقا لقانون الجمارك، والتوجهات السياسية العامة للدولة، وتبعا لنمو أنشطة الاقتصاد الوطني. يقضي هذا المرسوم رقم 82-238، بأنه يتولى المديرية العامة للجمارك مدير عام ويساعده في ذلك مدير عام مساعد، وأن المديرية العامة للجمارك تتكون من خمسة مديريات مركزية زيادة على أقسام المراقبة الولائية (نيابة مديرية بالولاية). تتمثل المديريات الخمس المركزية فيما يلي:
- مديرية الأنظمة الجمركية والجباية.
- مديرية التنظيم والمنازعات الجمركية.
- مديرية الدراسات والتخطيط.
- مديرية الموظفين والتكوين.
- مديرية تسيير الاعتمادات والوسائل. إن هذه العناية الكبيرة التي توالت عبر مختلف المراحل التي قطعها هذا القطاع، قد وجدت صداها وترجمتها في الميدان، بفعل السهر الدائم، واليقظة المستمرة والوعي المتنامي لأعوان الجمارك، من خلال تواجدهم عبر مختلف مواقع نشاطهم. ومن هذا يتضح أن إدارة الجمارك، أصبحت إدارة عامة، تتمتع بسلطات التسيير والاعتمادات المالية والموظفين، وفقا لأحكام المرسوم 82-238 الصادر في 1982، ومنذ صدور هذا الأخير، برمجت عدة أهداف لهذا القطاع، إلاّ أنه سوف لن يتم تحقيقها، نظرا لنقص الاعتمادات من جهة وتأخير تطبيق اللوائح المتعلقة بهذه السياسة من جهة أخرى. عرفت الجزائر، أزمة اقتصادية ومالية حادة، تزامنت مع انهيار المعسكر الاشتراكي، مما جعلها تفكر في الانتقال إلى نظام اقتصادي جديد، المتمثل في اقتصاد السوق، الذي يرتكز على حرية المبادلات الخارجية وعدم تدخل الدولة في الشؤون الاقتصادية، ورفع جميع الحواجز أمام حركة السلع، الخدمات ورؤوس الأموال وحتى الأشخاص، إضافة إلى تشجيع وترقية القطاع الخاص الذي طال غيابه عن الساحة الاقتصادية. ومن هذا المنطلق، شهد قطاع الجمارك هيكلة تنظيمية جديدة، التي من خلالها يحاول مسايرة المعطيات الدولية والمحلية الجديدة، فجاء المرسوم التنفيذي رقم 90-324 بتاريخ 20 أكتوبر 1990، والمتضمن تنظيم المصالح المركزية للمديرية العامة للجمارك، والذي من خلاله قسمت الإدارة المركزية إلى أربعة مديريات مركزية وهي:
- مديرية الأنظمة الجمركية الاقتصادية.
- مديرية المنازعات ومكافحة التهريب.
- مديرية التشريع والإحصائيات والإعلام الآلي.
- مديرية الموظفين والوسائل. تم تزويد المدير العام، إضافة إلى ذلك، بمدراء دراسات ورؤساء المراكز الوطنية وتم تنظيم المصالح الخارجية لإدارة الجمارك، بمقتضى المرسوم التنفيذي رقم 91-76 المؤرخ في 16 مارس 1991، إلى 10 مديريات جهوية و36 مفتشية أقسام. عرفت الإدارة العامة للجمارك، تنظيم جديد سنة 1993 وذلك بمقتضى المرسوم التنفيذي رقم 93-329 المؤرخ في 1993.12.27، حيث بموجبه ظهرت مديريات جديدة نتيجة للتطورات الاقتصادية التي شهدتها البلاد في تلك الفترة، حيث أصبحت المديرية العامة للجمارك تحتوي على سبع مديريات مركزية وهي:
- مديرية التنظيم والتشريع الجمركي والتقنيات الجمركية.
- مديرية المنازعات.
- مديرية مكافحة الغش.
- مديرية القيمة والجباية.
- مديرية الموارد البشرية.
- مديرية الوسائل الإمدادية والمالية.
- مديرية الوقاية والأمن.

إستدعت الضرورة للنظر من جديد في المرسوم رقم 93-329، بحيث تم إدراج مديريتين جديدتين، تم بهما تدعيم مهمة الإدارة العامة للجمارك، بمقتضى المرسوم التنفيذي رقم 95-251 المؤرخ في 26 أوت 1995، المعدل والمتمم للمرسوم التنفيذي رقم 93-329،ويتعلق الأمر بـ:
- مديرية التكوين.
- مديرية المراقبة الجمركية للمحروقات. وهكذا أصبحت المديرية العامة للجمارك، متكونة من تسع مديريات مركزية، أربعة مدراء دراسات، أربعة رؤساء مراكز وطنية وإحدى عشر مديرية جهوية.